# Joachim Kanitz
Joachim Werner Archibald Kanitz, genannt Jochen (* 28. März 1910 in Altraden, Kreis Mogilno, Provinz Posen; † 1996) war ein deutscher evangelisch-lutherischer Pfarrer der Bekennenden Kirche.

## Leben
Kanitz war ein Sohn des Hauptpastors an der Lübecker St. Gertrudkirche Johannes Kanitz (1878–1939). Er studierte nach dem Abitur Evangelische Theologie in Erlangen, Bonn und an der Berliner Universität. 1933 war er als Vikar in Doberlug-Kirchhain tätig. 1934 wurde er Hilfsprediger der Bekennenden Kirche in Berlin-Lichterfelde. Im Jahre 1935 wurde er in Crossen an der Oder Hilfsprediger, musste diesen Kreis jedoch wieder verlassen. Nun besuchte er das illegale Predigerseminar der Bekennenden Kirche in Zingst und in Finkenwalde, wo er mit Dietrich Bonhoeffer in Berührung kam, von dem er wesentliche theologische Anstöße erhielt. Nach seiner Ordination zum Pfarrer war er 1936 Hilfsprediger in Klinkow und ab 1937 in Hohenseefeld. Er gehörte zu den Mitbegründern der Bruderschaft junger Theologen in Berlin-Brandenburg. Während des Zweiten Weltkrieges wurde er zur Wehrmacht eingezogen und geriet in französische Kriegsgefangenschaft, während der er als Lagerpfarrer eingesetzt war.
Nach einer Zeit in Lübeck war er von 1947 bis 1956 als Geistlicher an der Evangelischen Kirchengemeinde Berlin-Giesensdorf, in deren Petruskirche er predigte. In den folgenden Jahren von 1956 bis 1969 wurde er Pfarrer an der Evangelischen Kirchengemeinde „Zur Heimat“ in Berlin-Zehlendorf. Hier erarbeitete er auch eine Meditation für ein Kunstwerk seiner Kirche: Im Hauptraum der Kirche befindet sich an der Westwand ein Reliefband, das markante Szenen aus dem Alten Testament darstellt. Es umfasst insgesamt 15 Bilder, die von dem Berliner Bildhauer Waldemar Otto in den Jahren 1957 bis 1959 gestaltet und in Beton gegossen wurden.
Im März 1958 erregte Kanitz beim Kirchlichen Rundfunkreferat des Norddeutschen Rundfunks Anstoß mit einer Predigt, in der er seine Zuhörer zu einem klaren Nein gegen die atomaren Aufrüstungspläne der Bundesregierung aufforderte. Seit 1961 arbeitete er in der kommunistischen Tarnorganisation Christlichen Friedenskonferenz mit. Seit 1974 war er Vorstandsmitglied und seit 1976 Vorsitzender der „Aktionsgemeinschaft Solidarische Welt“.
Kanitz arbeitete 1983 an einer Filmproduktion des Hessischen Rundfunks über den Märtyrer Dietrich Bonhoeffer mit. Auch als Bibel-Ausleger machte er sich einen Namen.
Seit 1979 lebte Kanitz im Ruhestand in Berlin.

## Publikationen
- Bewährung und Versagen. Berlin : Aktion Sühnezeichen, Friedensdienste, 1991, 1. Aufl. – Berlin, 1970
- Zwischen Tradition und Revolte. Ein Stück politischer Predigt aus West-Berlin Hamburg-Bergstedt : Reich, 1970
- Zwanzig Jahre Christliche Friedenskonferenz in Berlin-West, hg. Bé Ruys, Berlin o. J.

### Als Koautor
- Horst Dohle, Joachim Heise, Rimco Spanjer (Hrsg.): Der Geschichte ins Gesicht sehen. Zum 80. Geburtstag von Bé Ruys. Autobiographische Skizzen, Erinnerungen und Betrachtungen. Darin Joachim Kanitz: Eine Frau, die auf die Kanzel steigt, S. 153[8]